# Léon Fleuriot
Léon Fleuriot (* 5. April 1923 in Morlaix; † 15. März 1987 in Paris) war ein französischer Keltologe und Historiker.

## Leben
Léon Fleuriot lernte bereits in jungen Jahren die bretonische Sprache und wurde darin von seinem Vater unterstützt, der sich der bretonischen Nationalismusbewegung Emsav angeschlossen hatte. Nach seinem Studium der Archäologie und der Geschichte bestand er 1950 die Agrégation, die ihn für das Lehramt an Gymnasien qualifizierte.
Er verbrachte danach einige Jahre als Lehrer an verschiedenen Schulen, darunter auch der Prytanée National Militaire in La Flèche, bevor er 1958 zum Centre national de la recherche scientifique wechselte und sich dort der Forschung keltischer Sprachen zuwendete. Hierbei begann er mit einer systematischen Analyse bretonischer Glossen in insgesamt 1300 Handschriften des 9. und 10. Jahrhunderts, um auf diese Weise möglichst weitgehend die bretonische Sprache aus der Zeit rekonstruieren zu können. 1964 wurde er an der Sorbonne mit seinen Arbeiten Dictionnaire des gloses en vieux-breton und Le vieux-breton Eléments d’une grammaire promoviert.
1966 erhielt er den Lehrstuhl für Keltologie an der heutigen Universität Rennes 2. Seine Forschungen dehnte er aus auf die weiteren keltischen Sprachen und die Beziehungen zwischen den keltischen Ländern und dem restlichen Europa im frühen Mittelalter. Dabei eignete er sich auch die Kenntnis weiterer keltischer Sprachen an und er gehörte beispielsweise zu den ganz wenigen Akademikern, die Kornisch fließend beherrschten.

## Werke (Auswahl)
Die folgenden Einträge wurden der Bibliografie von Gwennolé Le Menn entnommen:
- Dictionnarie des gloses en vieux breton. Klincksieck Collection Linguistique 62, Paris 1964. Dieses Wörterbuch wurde 1985 mit dem Titel A dictionary of old breton als zweibändiges Werk neu herausgegeben und mit einer englischen Übersetzung versehen von Claude Evans, ISBN 0-9692225-0-5.
- Le vieux breton. Eléments d’une grammaire. Klincksieck Collection linguistique publiée par la Société de Linguistique de Paris 63, Paris 1964.
- Les Origines de la Bretagne. Payot, Paris, 1980, ISBN 2-228-12711-6. (Dies war als erster Band einer Serie gedacht, die wegen des gewaltsamen Tods nicht mehr fortgesetzt werden konnte.)
- Une Bretagne à trois voix (breton, latin, français). Aus: Histoire littéraire et culturelle de la Bretagne, Paris, 1987, ISBN 2-85203-845-5.
- Die Bretagne und die Bretonen in den Beziehungen zwischen den keltischen Ländern und Kontinentaleuropa vom IV. bis zum X. Jahrhundert. Aus dem von Heinz Dopsch und Roswitha Juffinger herausgegebenen Band Virgil von Salzburg, Seiten 52–58, Salzburg, 1985.